# Festival of Britain
Le Festival of Britain (que l'on pourrait traduire par Festival de Grande-Bretagne) est une exposition et manifestation d'art contemporain qui s'est tenue au Royaume-Uni pendant l'été 1951.
Elle a été organisée par le gouvernement du Royaume-Uni dans le but de renforcer au sein de la population britannique le sentiment de redressement à la suite de la Seconde Guerre mondiale et de promouvoir les contributions britanniques dans les domaines des sciences, de la technologie, du design industriel, de l'architecture et des arts. Le site principal de l’exposition se trouvait dans le quartier londonien de South Bank en bord de Tamise, et les sites secondaires dans les quartiers londoniens de Poplar (pour l'architecture), de South Kensington (pour les sciences) ou de Battersea Park mais aussi à Glasgow (pour les réalisations industrielles). Des expositions moins importantes se sont tenues par ailleurs dans de très nombreuses villes du Royaume-Uni, les plus importantes se tenant à Cardiff, Stratford-upon-Avon, Bath, Perth, Bournemouth, York, Aldeburgh, Inverness, Cheltenham, Oxford, Norwich, Trowell et Canterbury.
Le festival a été associé au gouvernement de Clement Attlee et les sites ont rapidement été démolis (à l’exception notoire du Royal Festival Hall) après le changement de gouvernement et l’arrivée au pouvoir des conservateurs en 1951.

## Conception et organisation
La première idée pour une exposition qui se tiendrait en 1951 vient de la Royal Society of Arts dans une volonté de célébrer le centenaire de la Grande Exposition de 1851. Dès 1945, le gouvernement avait commissionné Lord Ramsden (en) pour établir un rapport concernant l’influence des expositions et des foires sur les exportations. À la suite de la remise de ce rapport un an plus tard, l’idée d’une exposition internationale n’a pas été retenue à cause des coûts que cela aurait représenté à une période où la priorité était la reconstruction du pays. Toutefois, le gouvernement décida de mettre sur pied une série de manifestations concernant les sciences, la technologie, le design industriel, l'architecture et les arts, sous le nom de Festival of Britain 1951. Pour le Festival of Britain de 1951, Lilian Dring a conçu et assemblé les 100 panneaux Patchwork du siècle,.
En cette période, où la reconstruction du pays n’était encore totalement effective et où beaucoup de bâtiments en ruine se voyaient encore à Londres, l’idée était aussi de donner au peuple britannique la possibilité de voir dans cette reconstruction forcée une occasion de construire des quartiers et des villes nouvelles, modernes, de qualité et dont il pourrait être fier. Gerald Barry (en), le directeur du festival, le décrivait comme un tonifiant pour la nation.
Le général Lord Ismay et le lord président du Conseil, Herbert Morrison, député du Labour Party, furent nommés aux postes de direction du comité d’organisation, le Festival of Britain Office, qui s’associa au Conseil des arts de Grande-Bretagne, au Council of Industrial Design (en), au British Film Institute, le National Museum of Wales et à la National Book League. Un Council for Architecture, un Council for Science and Technology ainsi qu’un Committee of Christian Churches furent créés à cette occasion pour conseiller la direction du festival sur les questions les concernant.
Tradition maritime oblige, une exposition conjointe, itinérante, fut embarquée à bord du navire HMS Campania, un ancien cargo reconverti en porte-avions qui fit le tour des îles britanniques après avoir été repeint, décoré et pris enmain par un équipage civil pour présenter une version réduite du festival of Britain dans dix ports d'escale où il restait amarré deux semaines environ.

## L’exposition de South Bank
South Bank est le site principal de l’exposition et le quartier est entièrement remodelé pour l’occasion. Les anciens bâtiments délabrés sont remplacés par des espaces publics (notamment les berges de la Tamise) dans le but d’être en soi un exemple grandeur nature d’urbanisme de reconstruction. Le style principal choisi est le style international, très peu répandu alors au Royaume-Uni.

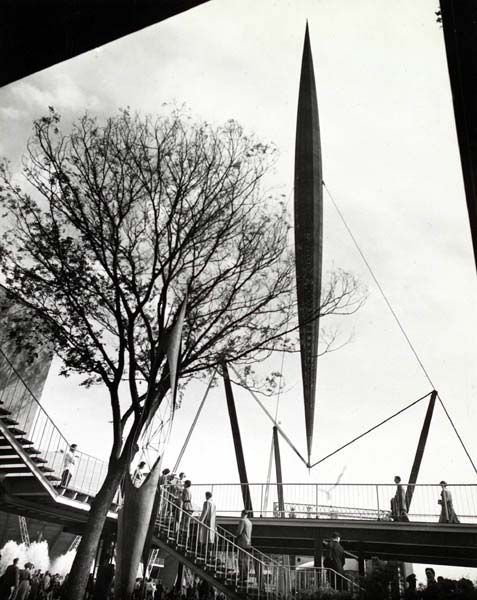
La tour Skylon, construite en 1951 et détruite l'année suivante.

Parmi les architectes, designers et autres personnalités qui participent au site de South Bank, on compte Gerald Barry (en), Misha Black (en), Hugh Casson, J. Gardner, H. T. Cadbury-Brown (en), Henri Kay Henrion, George Grenfell Baines, Basil Spence, Jock Kinneir (en), Jacquetta Hawkes, Richard Guyatt (en), Laurie Lee, Maxwell Fry, Jane Drew, Wells Coates, Hidalgo Moya (en), Philip Powell (en), Felix Samuely (en), Leslie Martin (en), Peter Moro (en), Robert Matthew (en), Ralph Tubbs (en) et Maria Teresa Parpagliolo,.
Parmi les constructions, rénovations et expositions menées à South Bank, on relève le Telecinema (qui est devenu depuis BFI Southbank (en), le plus grand cinéma d'art et essai du Royaume-Uni), la Shot Tower (en) (une tour à plomb construite au début du XIXe siècle, transformée pour le festival, détruite en 1962), The Dome of Discovery (le dôme de la Découverte), le Skylon et le Royal Festival Hall.
Le Skylon, mesurant 300 ft (soit quasiment 100 m de haut), apparemment suspendu dans les airs était un tour de force d'ingénierie, qui inspira ce trait d'humour britannique : « Comme l'économie britannique en 1951... il ne repose sur rien de visible », tandis que la Shot Tower était une structure bien plus ancienne datant des débuts de la révolution industrielle mais modernisée à l'occasion de l'exposition par l'ajout d'un radiophare.
Le dôme de la Découverte, immense hall d'exposition circulaire au toit porté par de fines structures métalliques était consacré aux avancées britanniques dans les sciences, avec des évocations de Darwin, de Newton , du capitaine Cook, de la découverte de la pénicilline par Alexander Fleming, mais aussi de la recherche et de l'industrie nucléaire, de l'aéronautique et de la propulsion par réaction.

## L'exposition de South Kensington
Une aile supplémentaire a été rajoutée au Science Museum de Londres, situé à South Kensington, pour y accueillir l'exposition dédiée aux sciences. La première partie de l'exposition traitait de la matière, la seconde partie concernait les sciences du vivant. Une dernière partie donnait un aperçu des dernières avancées scientifiques majeures.
C'est aussi dans le cadre de cette exposition que fut présenté pour la première fois, le 5 mai 1951, l'ordinateur Nimrod, un des premiers ordinateurs construits dans le but de jouer à un jeu.

## Fréquentation
Plus de dix millions de tickets furent achetés sur les six sites principaux sur une période de cinq mois, dont 8,5 millions de visiteurs pour le site de South Bank, en faisant un grand succès populaire.

## Tournoi de football
Un tournoi de football, appelé « Saint Mungo Cup », s'est tenu en Écosse, sans lien officiel avec le comité d'organisation du festival, mais dans une volonté de célébrer le festival. Il a été mis sur pied par des associations de commerçants de Glasgow et fut nommé en l'honneur du saint patron de la ville.
Il a mis aux prises quatorze clubs de la Scottish Football League, les douze de la Premier Division plus Clyde et Queen's Park alors en D2.
Il a été remporté par l'équipe du Celtic après une victoire 3-2 contre Aberdeen en finale, devant 81 000 spectateurs au Hampden Park.
Le trophée, originellement un trophée de nautisme, est inhabituel pour un trophée de football car il représente des sirènes et des bouées de sauvetage. Il trône encore actuellement dans la vitrine des trophées du Celtic.

## Impact
Même si les organisateurs, notamment Herbert Morrison, se défendirent de donner un côté politique à cette exposition, celui-ci fut rapidement associé au Labour Party. Les membres du Parti conservateur étaient, en grande majorité, opposés à cette exposition, Winston Churchill déclarant même que l’exposition n’était qu'une propagande socialiste en trois dimensions.
Certains membres du Labour Party pensèrent profiter des retombées électorales du succès populaire de l’exposition, à la faveur des élections de l’automne 1951, mais contrairement à leurs prévisions, ils perdirent ces élections. La première décision de Winston Churchill en tant que Premier ministre, en octobre 1951, fut de donner des instructions pour démolir les installations de South Bank.
Le bâtiment situé au 219 Oxford Street, maintenant monument classé, incorpore des images du festival sur sa façade.

## Dans les arts et la culture populaire

### Filmographie

#### Cinéma
Un film de fiction sans lien officiel avec le festival, La maison des Lords n'est pas à vendre, sorti en 1952, traite de personnes de la classe ouvrière dont les logements ont été détruits pour la rénovation de South Bank et la tenue du festival et de leur résistance face à cette destruction programmée. On peut aussi voir des images du festival dans les premiers instants du film Prick Up Your Ears.
Un film documentaire sur un pionnier du cinéma William Friese-Greene, La Boîte magique, fut commandé et produit par Festival Film Productions et réalisé par John Boulting, pour le pan cinématographique de l’exposition.

### Littérature

#### Bande dessinée
Dans La Ligue des gentlemen extraordinaires : Le Dossier Noir, Alaan Moore reprend le logo du Festival.

### Numismatique et Philatélie
Des pièces et des timbres commémoratifs furent sortis à l’occasion.

### Théâtre
Les pièces de théâtre (des intrigues médiévales) qui se sont jouées à l’occasion du festival à York et Chester ont reçu un accueil très favorable, et des pièces similaires se tiennent depuis régulièrement dans les deux villes.